# Luciano Urquijo
Luciano Urquijo Pangua (Córdoba (Argentina), 11 de julio de 1895-San Sebastián, 28 de septiembre de 1984) fue un ingeniero de caminos asentado en España, presidente del Athletic de Madrid entre 1926 y 1931.

## Biografía
Aunque Luciano Urquijo había nacido en Argentina, se trasladó muy pronto a España, en concreto a San Sebastián. Destacó como jugador de hockey sobre hierba, ganando varios títulos de campeón de España formando parte de la sección correspondiente del Athletic de Bilbao.
El 26 de noviembre de 1926 fue elegido presidente del Atlético (entonces Athletic) de Madrid, lográndose durante su mandato la participación del club en la Primera División de la nueva Liga que se crearía de cara a la temporada 1928/29, algo que en un principio no se presentó fácil.
Los múltiples problemas económicos, el descenso a Segunda División y la pérdida del apoyo popular llevaron a Urquijo a dimitir de su cargo en noviembre de 1931.